# Muizz Al-Din
Muizz Al-Din, död 1290, var regerande sultan av Delhi mellan 1287 och 1290.